# Génolhac
Pour le peintre français, voir Pierre Albert Génolhac
Génolhac (prononcé [ʒenɔlak] ; en occitan Genolhac [dʒenuˈʎak, dʒenuˈjak]) est une commune française située dans le nord du département du Gard, en région Occitanie.
Exposée à un climat méditerranéen, elle est drainée par le Luech, l'Homol, l'Amalet et par divers autres petits cours d'eau. Incluse dans les Cévennes, la commune possède un patrimoine naturel remarquable : deux sites Natura 2000 (les « hautes vallées de la Cèze et du Luech » et « les Cévennes ») et quatre zones naturelles d'intérêt écologique, faunistique et floristique.
Génolhac est une commune rurale qui compte 820 habitants en 2022. Ses habitants sont appelés les Génolhacois ou Génolhacoises.

## Géographie

### Localisation
Génolhac est situé dans le nord du département du Gard. La commune est limitrophe de la Lozère. Son altitude moyenne est de 500 mètres. Son point culminant est au belvédère des Bouzèdes (1 232 mètres), au bord du plateau de Lozère.

### Communes limitrophes
Les communes limitrophes sont Concoules, Vialas, Chambon, Chamborigaud et Sénéchas.
|                 | Concoules    |          |
| Vialas (Lozère) | Génolhac     | Sénéchas |
|                 | Chamborigaud | Chambon  |

### Hydrographie et relief
- L'Amalet, ruisseau de 6 km environ, prend sa source à Concoules, à 732 mètres d'altitude, puis traverse la commune pour se jeter dans l'Homol à Sénéchas. Son lit fixe une bonne partie de la frontière communale Nord et Est avec les communes de Concoules et Sénéchas.
- L'Homol, ruisseau de 21 km environ, affluent de la Cèze, elle-même affluent du Rhône, entre dans la commune par Vialas, la traverse sur une longueur de 8,6 km pour atteindre Chambon.
- Le Luech, rivière de 31,5 km environ, affluent de la Cèze, entre dans la commune par Vialas, la traverse sur une longueur de 3,2 km et en sort au Pont-de-Rastel[2] où elle atteint Chamborigaud.

On trouve à Génolhac des formations métamorphiques et du granite post-tectonique du mont Lozère. Les roches sont riches en silice et en alumine mais pauvres en potasse. Les matériaux ont subi les actions du froid quaternaire qui ont façonné les pentes et donné naissance aux alluvions des
fonds de vallées.

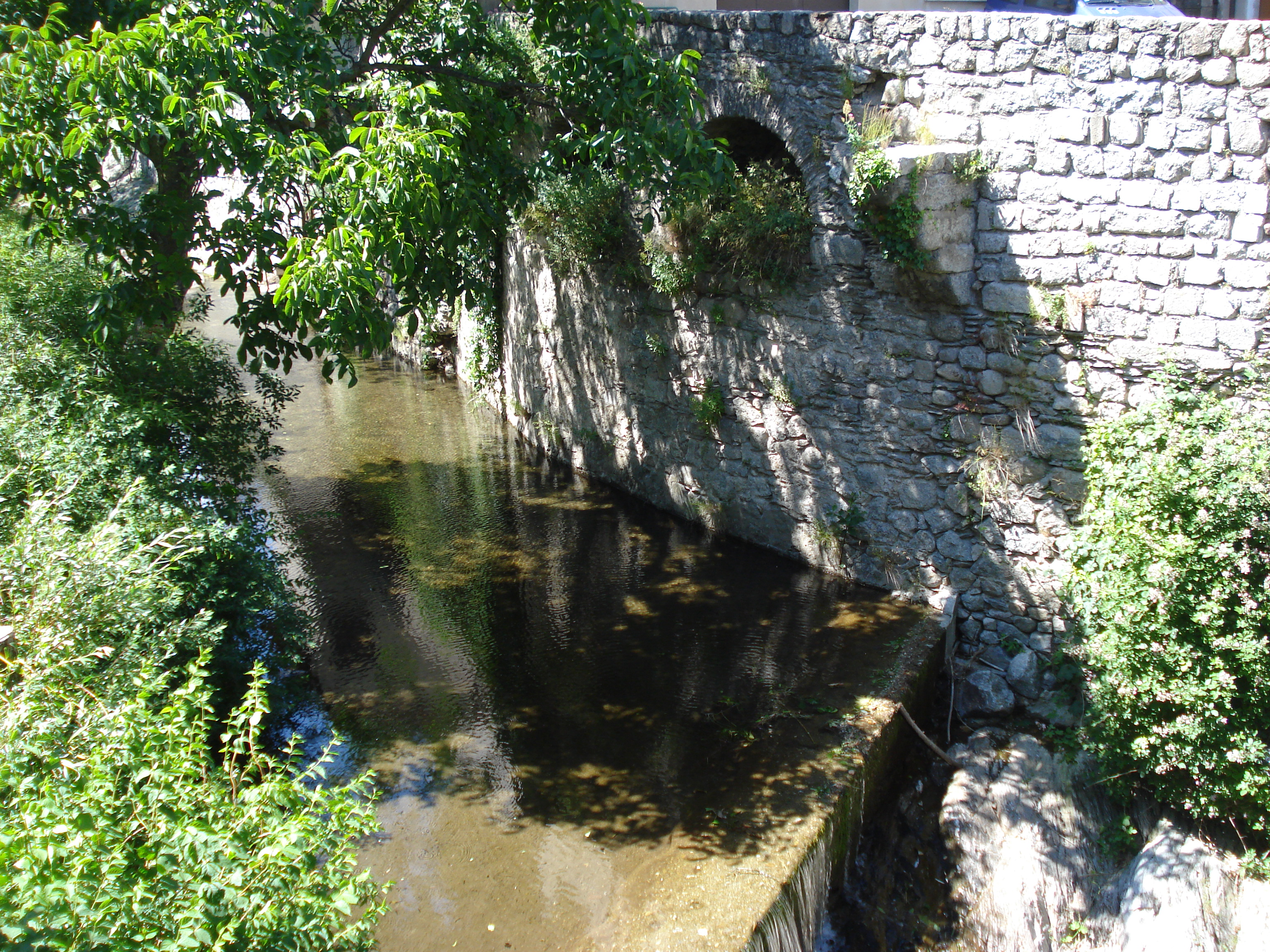
La Gardonnette.
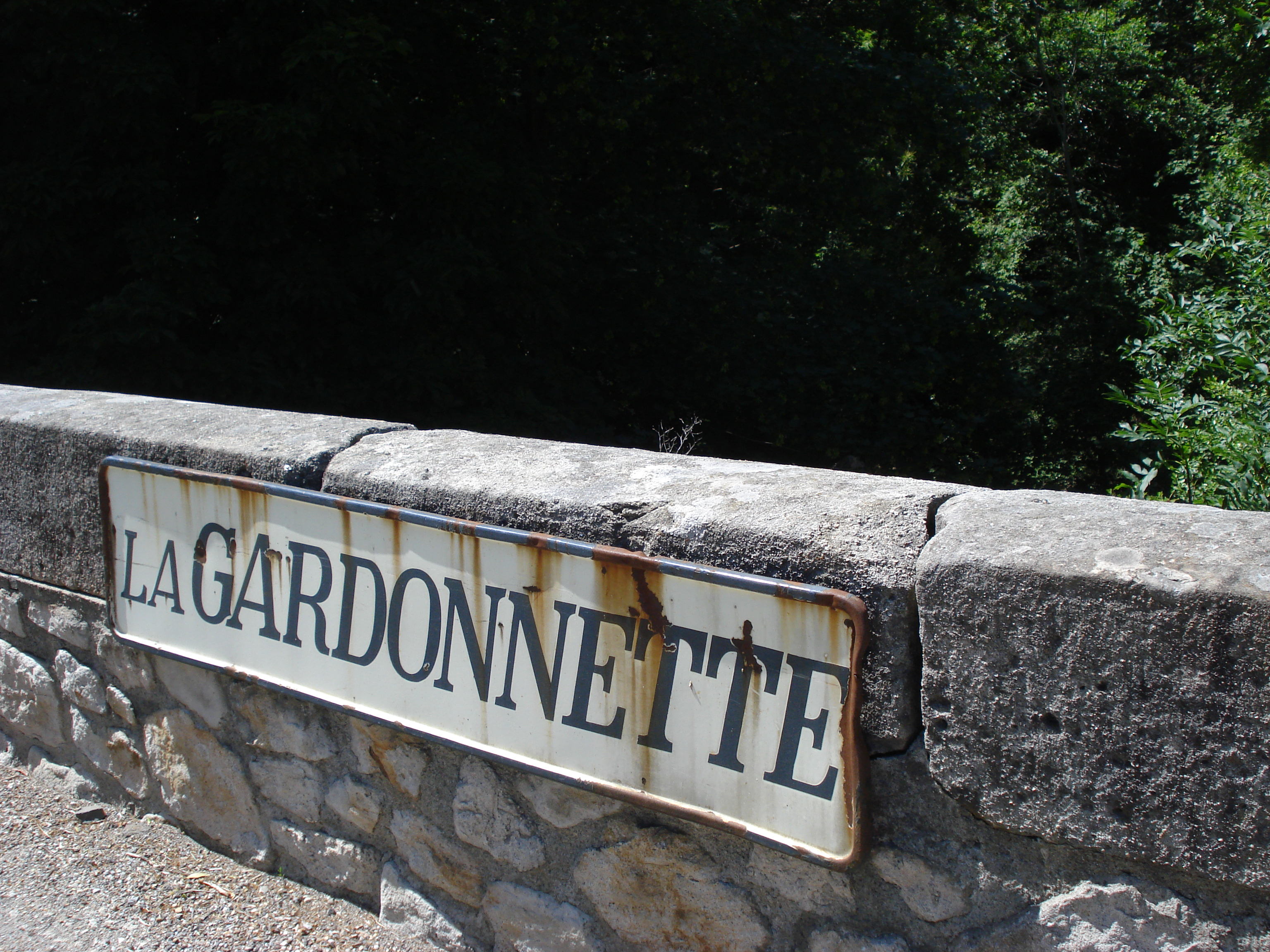
Pont sur la Gardonnette.
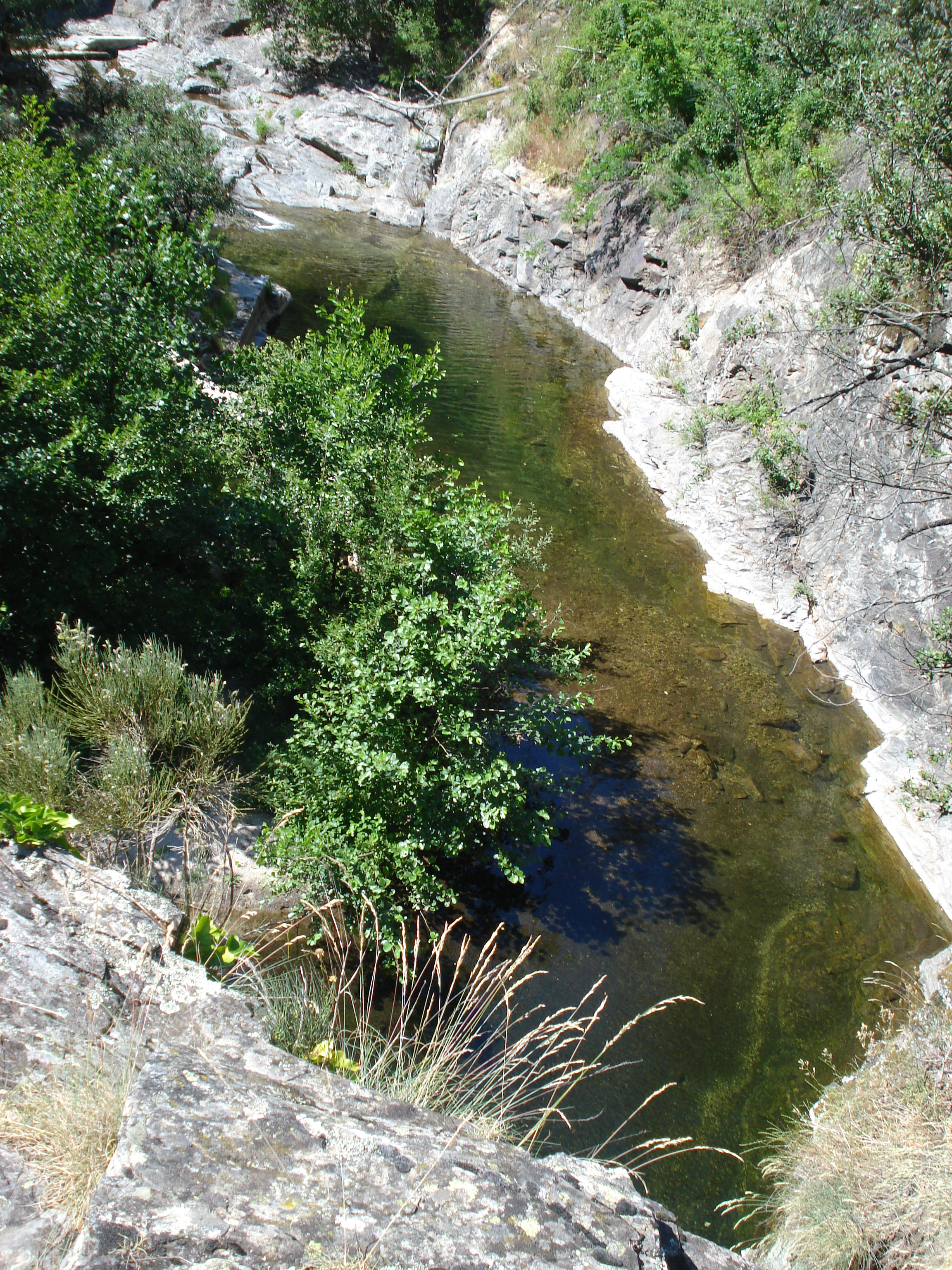
L'Homol.

### Climat
Pour des articles plus généraux, voir Climat de l'Occitanie et Climat du Gard.
En 2010, le climat de la commune est de type climat méditerranéen franc, selon une étude s'appuyant sur une série de données couvrant la période 1971-2000. En 2020, Météo-France publie une typologie des climats de la France métropolitaine dans laquelle la commune est exposée à un climat de montagne ou de marges de montagne et est dans une zone de transition entre les régions climatiques « Provence, Languedoc-Roussillon » et « Sud-est du Massif Central ».
Pour la période 1971-2000, la température annuelle moyenne est de 11,6 °C, avec une amplitude thermique annuelle de 17,6 °C. Le cumul annuel moyen de précipitations est de 1 651 mm, avec 8,7 jours de précipitations en janvier et 4,8 jours en juillet. Pour la période 1991-2020, la température moyenne annuelle observée sur la station météorologique installée sur la commune est de 13,2 °C et le cumul annuel moyen de précipitations est de 1 692,5 mm,. Pour l'avenir, les paramètres climatiques de la commune estimés pour 2050 selon différents scénarios d'émission de gaz à effet de serre sont consultables sur un site dédié publié par Météo-France en novembre 2022.
| Mois                                  | jan.           | fév.           | mars          | avril           | mai          | juin          | jui.          | août           | sep.           | oct.          | nov.            | déc.           | année     |
| ------------------------------------- | -------------- | -------------- | ------------- | --------------- | ------------ | ------------- | ------------- | -------------- | -------------- | ------------- | --------------- | -------------- | --------- |
| Température minimale moyenne (°C)     | 1,8            | 2              | 4,7           | 7               | 10,3         | 13,9          | 16,2          | 16,2           | 12,9           | 9,6           | 5,5             | 2,7            | 8,6       |
| Température moyenne (°C)              | 5,3            | 6              | 9,3           | 11,8            | 15,5         | 19,5          | 22,4          | 22,3           | 18             | 13,5          | 8,9             | 6              | 13,2      |
| Température maximale moyenne (°C)     | 8,7            | 10             | 14            | 16,6            | 20,7         | 25,1          | 28,6          | 28,4           | 23,1           | 17,5          | 12,3            | 9,4            | 17,9      |
| Record de froid (°C) date du record   | −13 12.01.1987 | −11 10.02.1986 | −9,3 01.03.05 | −3,5 14.04.1998 | 1 07.05.1997 | 2 18.06.1991  | 8 11.07.1993  | 7,2 29.08.1986 | 3,5 29.09.1974 | −2 18.10.1992 | −5,5 21.11.1993 | −10 27.12.1996 | −13 1987  |
| Record de chaleur (°C) date du record | 20,5 10.01.15  | 23,5 23.02.20  | 26,2 31.03.12 | 29,1 29.04.05   | 33 30.05.01  | 42,3 28.06.19 | 37,6 21.07.06 | 40,2 12.08.03  | 35,4 04.09.06  | 30,3 02.10.11 | 24,2 16.11.15   | 21 18.12.1987  | 42,3 2019 |
| Précipitations (mm)                   | 141,7          | 95,8           | 98,7          | 142,8           | 141,9        | 77            | 45,9          | 78,8           | 180,6          | 247,5         | 277             | 164,8          | 1 692,5   |

### Voies de communication et transports
Génolhac est desservie par un train Intercités qui effectue des missions entre les gares de Clermont-Ferrand et de Nîmes, et des trains TER Occitanie qui effectuent des missions entre les gares : de Clermont-Ferrand et de Nîmes ou de Montpellier-Saint-Roch ; de Mende et de Nîmes.

### Milieux naturels et biodiversité

#### Espaces protégés
La protection réglementaire est le mode d’intervention le plus fort pour préserver des espaces naturels remarquables et leur biodiversité associée,.
Dans ce cadre, la commune fait partie de la zone cœur du Parc national des Cévennes. Ce  parc national, créé en 1967, est un territoire de moyenne montagne formé de cinq entités géographiques : le massif de l'Aigoual, le causse Méjean avec les gorges du Tarn et de la Jonte, le mont Lozère, les vallées cévenoles ainsi que le piémont cévenol.
La commune fait également partie des Cévennes, un territoire reconnu réserve de biosphère par l'UNESCO en 1985 pour la mosaïque de milieux naturels qui la composent et qui abritent une biodiversité exceptionnelle, avec 2 400 espèces animales, 2 300 espèces de plantes à fleurs et de fougères, auxquelles s’ajoutent d’innombrables mousses, lichens, champignons,.

#### Réseau Natura 2000

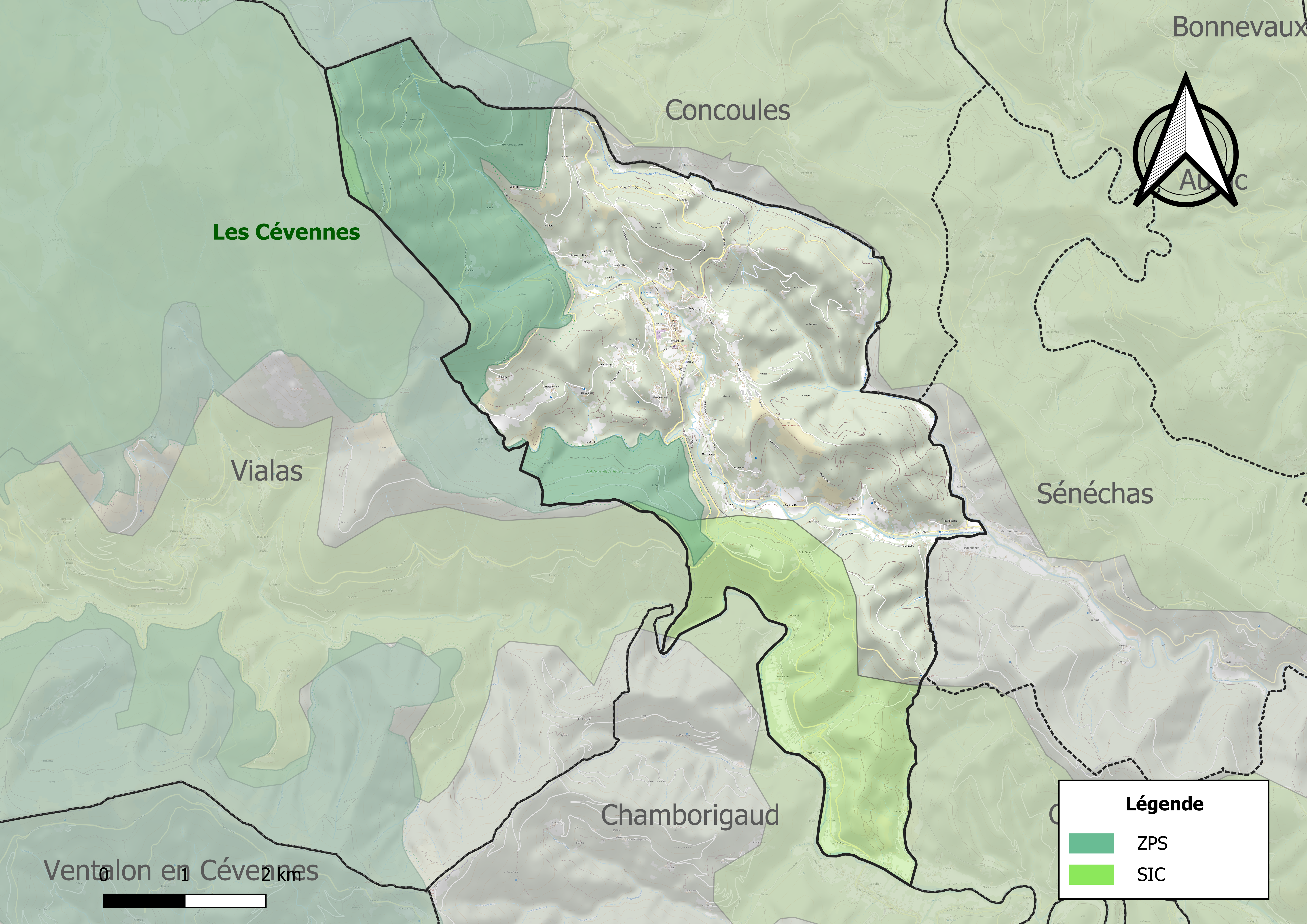
Site Natura 2000 sur le territoire communal.

Le réseau Natura 2000 est un réseau écologique européen de sites naturels d'intérêt écologique élaboré à partir des directives habitats et oiseaux, constitué de zones spéciales de conservation (ZSC) et de zones de protection spéciale (ZPS).
Un site Natura 2000 a été défini sur la commune au titre de la directive habitats :
- les « hautes vallées de la Cèze et du Luech », d'une superficie de 12 680 ha, correspondant à la partie amont du bassin versant de la Cèze. Elles présentent un patrimoine naturel remarquable, avec quatre espèces piscicoles : l'écrevisse à pattes blanches, le castor, la loutre et le barbeau méridional et cinq habitats d'intérêt communautaire d'origine[15]

et un au titre de la directive oiseaux :
- « les Cévennes », d'une superficie de 92 044 ha, correspondant précisément à la zone centrale du parc national des Cévennes et rassemblant plusieurs ensembles distincts. La diversité des milieux et des paysages permet le maintien d'une avifaune riche et diversifiée : au total, 135 espèces d'oiseaux, dont 22 inscrites à l'annexe 1 de la directive 79-409-CEE, recensées dans la zone centrale du parc, dont une vingtaine d'espèces de rapaces diurnes et sept nocturnes[16].

#### Zones naturelles d'intérêt écologique, faunistique et floristique
L’inventaire des zones naturelles d'intérêt écologique, faunistique et floristique (ZNIEFF) a pour objectif de réaliser une couverture des zones les plus intéressantes sur le plan écologique, essentiellement dans la perspective d’améliorer la connaissance du patrimoine naturel national et de fournir aux différents décideurs un outil d’aide à la prise en compte de l’environnement dans l’aménagement du territoire.
Deux ZNIEFF de type 1 sont recensées sur la commune :
la « forêt Domaniale de l'Homol » (133 ha), couvrant 2 communes dont 1 dans le Gard et 1 dans la Lozère, et
la « forêt domaniale de Malmontet » (1 511 ha), couvrant 3 communes du département
et deux ZNIEFF de type 2, :
- le « massif du Mont Lozère » (40 064 ha), couvrant 22 communes dont 3 dans le Gard et 19 dans la Lozère[20] ;
- les « vallées amont de la Cèze et de la Ganière » (10 752 ha), couvrant 11 communes dont 9 dans le Gard et 2 dans la Lozère[21].

Carte des ZNIEFF de type 1 et 2 à Génolhac.
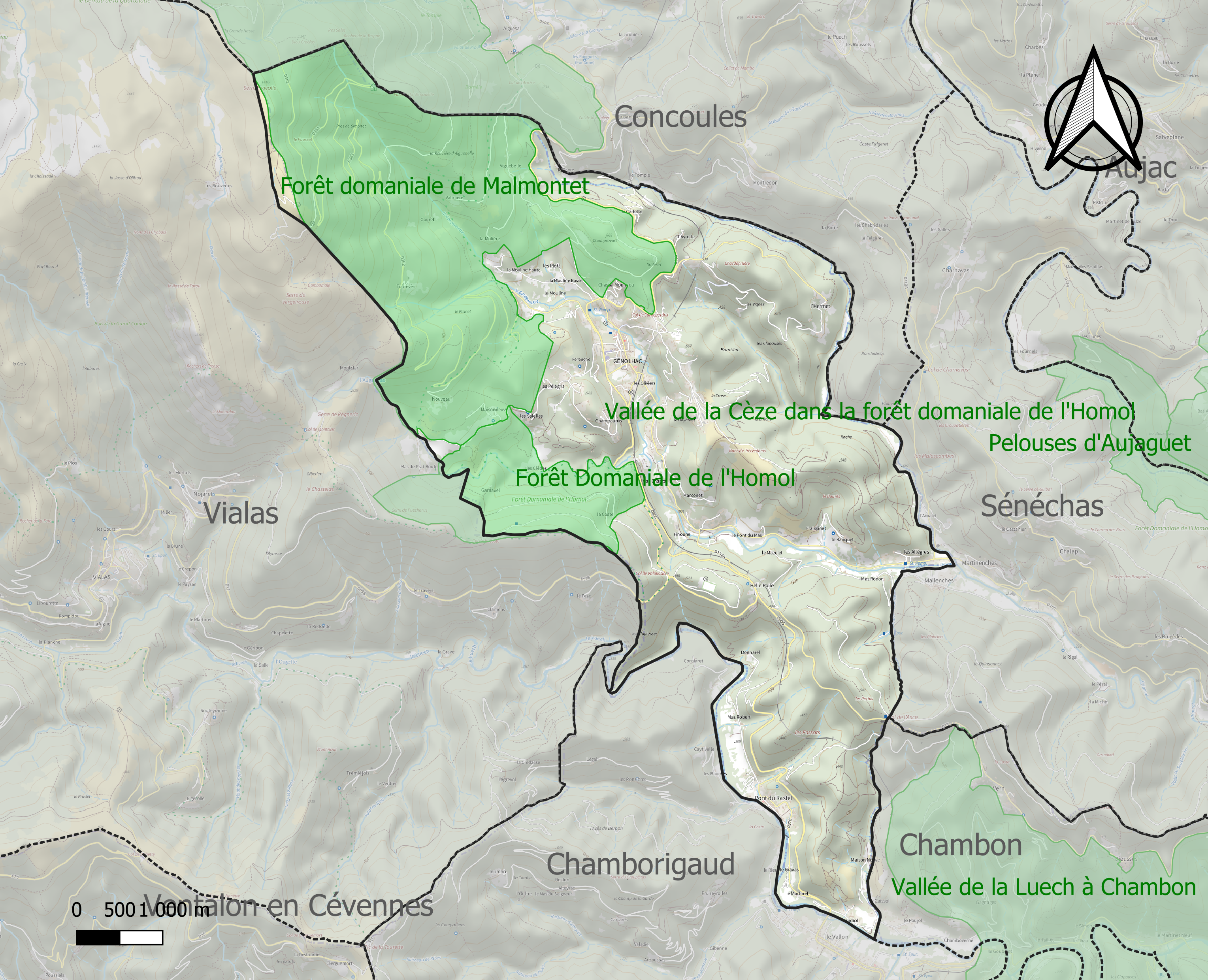
Carte des ZNIEFF de type 1 sur la commune.
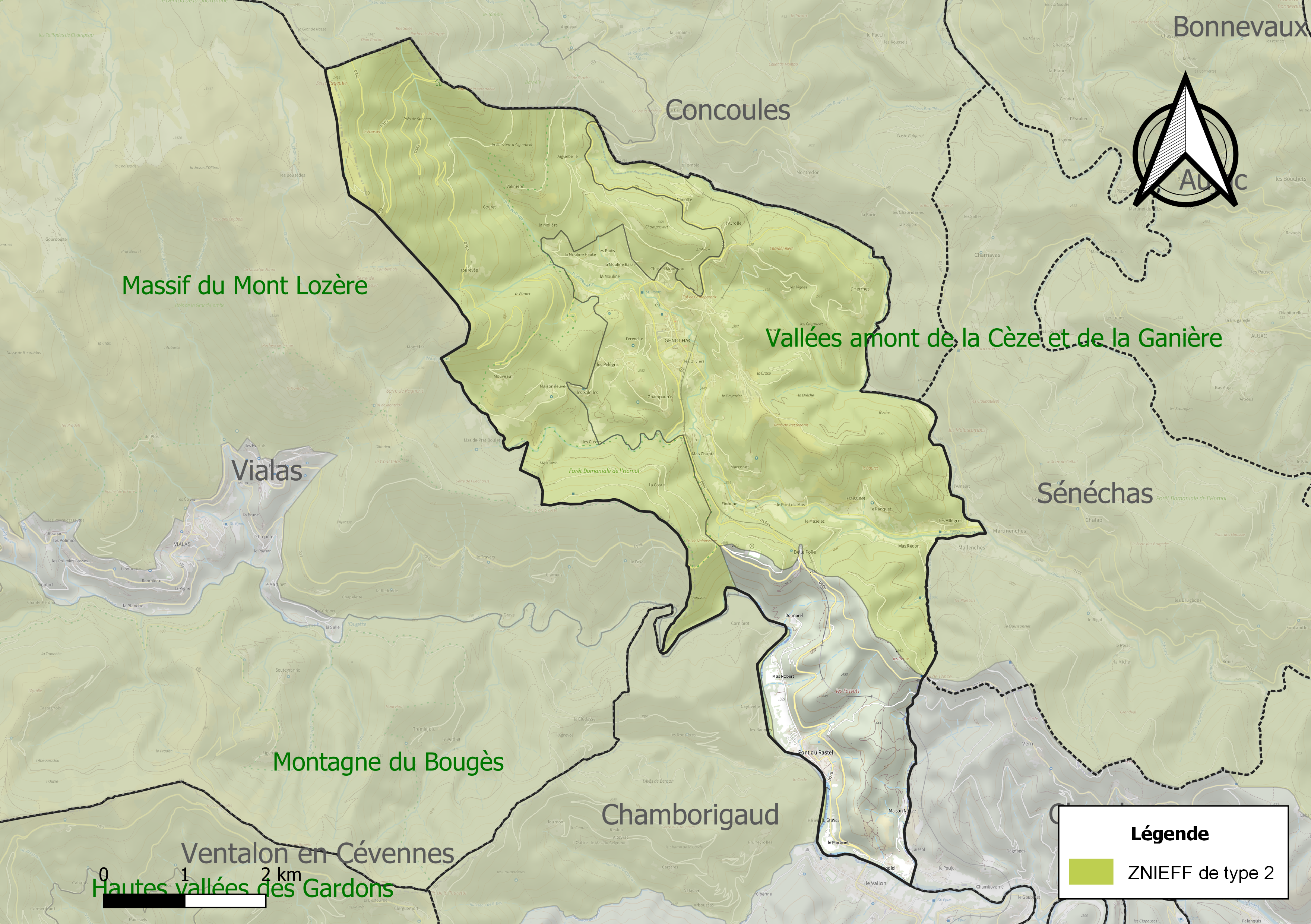
Carte des ZNIEFF de type 2 sur la commune.

## Urbanisme

### Typologie
Au 1er janvier 2024, Génolhac est catégorisée commune rurale à habitat dispersé, selon la nouvelle grille communale de densité à sept niveaux définie par l'Insee en 2022.
Elle est située hors unité urbaine et hors attraction des villes,.

### Occupation des sols
L'occupation des sols de la commune, telle qu'elle ressort de la base de données européenne d’occupation biophysique des sols Corine Land Cover (CLC), est marquée par l'importance des forêts et milieux semi-naturels (86,9 % en 2018), en diminution par rapport à 1990 (88,8 %). La répartition détaillée en 2018 est la suivante :
forêts (80,4 %), milieux à végétation arbustive et/ou herbacée (6,5 %), prairies (5 %), zones agricoles hétérogènes (4,8 %), zones urbanisées (3,3 %). L'évolution de l’occupation des sols de la commune et de ses infrastructures peut être observée sur les différentes représentations cartographiques du territoire : la carte de Cassini (XVIIIe siècle), la carte d'état-major (1820-1866) et les cartes ou photos aériennes de l'IGN pour la période actuelle (1950 à aujourd'hui).

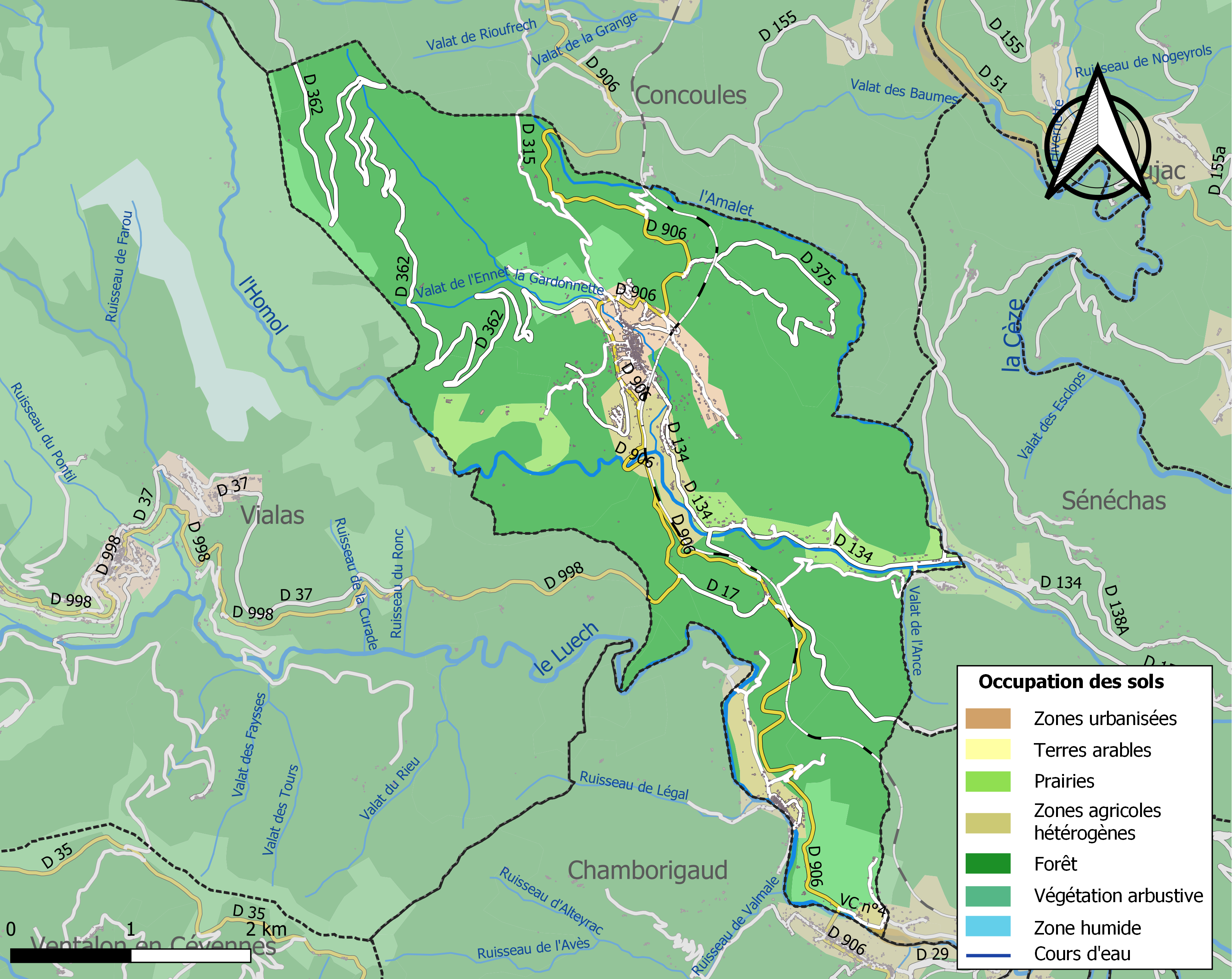
Carte des infrastructures et de l'occupation des sols de la commune en 2018 (CLC).

### Risques majeurs
Le territoire de la commune de Génolhac est vulnérable à différents aléas naturels : météorologiques (tempête, orage, neige, grand froid, canicule ou sécheresse), inondations, feux de forêts, mouvements de terrains et séisme (sismicité faible). Il est également exposé à un risque technologique, le transport de matières dangereuses, et à un risque particulier : le risque de radon. Un site publié par le BRGM permet d'évaluer simplement et rapidement les risques d'un bien localisé soit par son adresse soit par le numéro de sa parcelle.

#### Risques naturels
Certaines parties du territoire communal sont susceptibles d’être affectées par le risque d’inondation par débordement de cours d'eau, notamment le Luech et l'Homol. La commune a été reconnue en état de catastrophe naturelle au titre des dommages causés par les inondations et coulées de boue survenues en 1982, 1983, 1992, 1994, 1995, 1997, 2007, 2008, 2011 et 2014,.

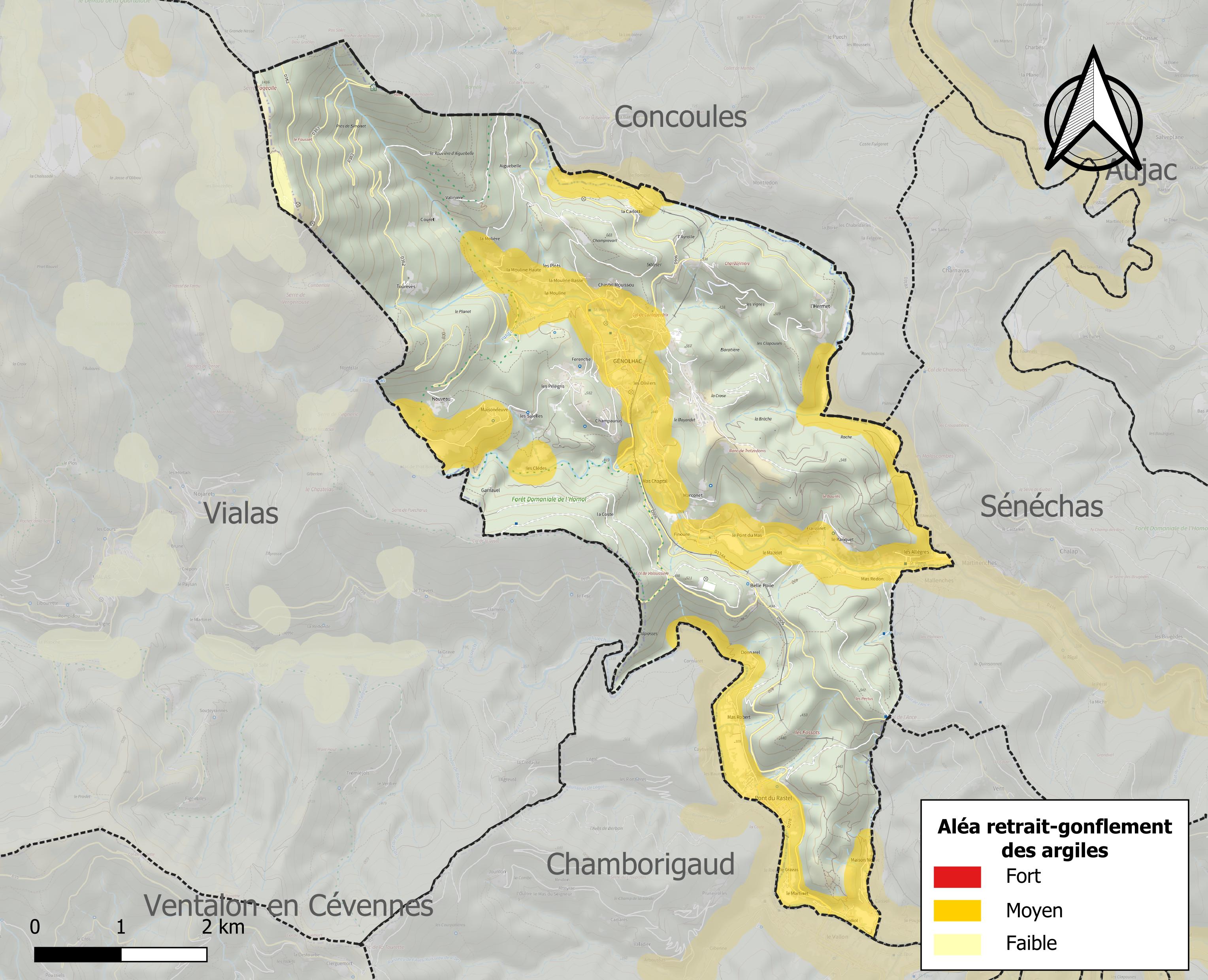
Carte des zones d'aléa retrait-gonflement des sols argileux de Génolhac.

La commune est vulnérable au risque de mouvements de terrains constitué principalement du retrait-gonflement des sols argileux. Cet aléa est susceptible d'engendrer des dommages importants aux bâtiments en cas d’alternance de périodes de sécheresse et de pluie. 22,6 % de la superficie communale est en aléa moyen ou fort (67,5 % au niveau départemental et 48,5 % au niveau national). Sur les 658 bâtiments dénombrés sur la commune en 2019, 467 sont en aléa moyen ou fort, soit 71 %, à comparer aux 90 % au niveau départemental et 54 % au niveau national. Une cartographie de l'exposition du territoire national au retrait gonflement des sols argileux est disponible sur le site du BRGM,.
Par ailleurs, afin de mieux appréhender le risque d’affaissement de terrain, l'inventaire national des cavités souterraines permet de localiser celles situées sur la commune.
Concernant les mouvements de terrains, la commune a été reconnue en état de catastrophe naturelle au titre des dommages causés par la sécheresse en 2003 et 2019 et par des mouvements de terrain en 1983.

#### Risques technologiques
Le risque de transport de matières dangereuses sur la commune est lié à sa traversée par des infrastructures routières ou ferroviaires importantes ou la présence d'une canalisation de transport d'hydrocarbures. Un accident se produisant sur de telles infrastructures est en effet susceptible d’avoir des effets graves au bâti ou aux personnes jusqu’à 350 m, selon la nature du matériau transporté. Des dispositions d’urbanisme peuvent être préconisées en conséquence.

#### Risque particulier
Dans plusieurs parties du territoire national, le radon, accumulé dans certains logements ou autres locaux, peut constituer une source significative d’exposition de la population aux rayonnements ionisants. Certaines communes du département sont concernées par le risque radon à un niveau plus ou moins élevé. Selon la classification de 2018, la commune de Génolhac est classée en zone 3, à savoir zone à potentiel radon significatif.

## Toponymie

### Attestations anciennes
- 1169 : Junilhacum - castrum de Junilhaco (généalogie des Châteauneuf-Randon)[31].
- 1176 : Ginolacum (cartulaire de Franquevaux)[31].
- 1199 : Castrum de Genouillac (Gallia Christiana, t.VI, p. 622)[31].
- 1243 : Genoillaicum (cartulaire de Franquevaux)[31].
- 1280 : Genolhacum (généalogie des Châteauneuf-Randon)[31].
- 1345 : Parrochia de Genulhaco (cartulaire de la seigneurie d'Alais, f. 31)[31].
- 1376 : La paroisse de Guinoac (cartulaire de la seigneurie d'Alais, f. 43)[31].
- 1384 : Junilhacum (dénombrement de la sénéchaussée)[31].
- 1426 : J. de Jinoliaco (bulletin de la société de Mende, t. XVII, p. 39)[31].
- 1433 : Genolhac (Léon Ménard, Notes manuscrites, III, preuves p. 237, col. 2 - Bibliothèque de Nîmes)[31].
- 1434 : Ginolhac (Léon Ménard, Notes manuscrites, III, preuves p. 238, col. 2 - Bibliothèque de Nîmes)[31].
- 1715 : Genouillac (J.-B. Nolin, carte du diocèse d'Uzès)[31].
- 1721 : Genolhac (bulletin de la société de Mende, t. XVI, p. 164)[31].

### Toponymie
En occitan Génolhac est prononcé Ginouillac, le digramme lh étant équivalent au ill français.
Au vu des formes anciennes et au-delà des hypothèses obsolètes livrées par l'abbé Nicolas en 1895, on peut interpréter le mot comme un gentilice romain (porté par un autochtone) Genilius (si l'on se base sur la première mention) ou un nom de personne gallo-romain *Gennulius, dérivé du gaulois Gennos, (si l'on se base sur les mentions suivantes et la forme actuelle). Il est suivi du suffixe -(i)acum,, d'origine gauloise. On peut ainsi comprendre Génolhac comme « domaine de Genilius » ou « terres de Genilius » ou encore « domaine de Gennulius »,. Les formes beaucoup plus anciennes de Génouillé (Vienne, Genulliaco 1096) et Genouilleux (Ain, de Genoliaco 868), toponymes qui semblent identiques au type occitan Genolhac ne peuvent pas s'expliquer par l'anthroponyme latin Genilius.
Homonymie avec les nombreux Genouillac (Creuse, Charente, Genoliaco 1281); Ginouillac (Lot) de langue d'oc (graphies francisées) et les Genouillé (Charente-Maritime, Vienne); Genouilly (Cher, Saône-et-Loire); Genouilleux (Ain), etc. de langue d'oïl et franco-provençal
Remarque : l'hypothèse d'un dérivé *Gen[n]ulius basée sur l'existence de l'anthroponyme gaulois Gen[n]os (-ius) est également soutenue par plusieurs noms de personnes qui contiennent cet élément genos « lignée, famille », tels que Congennolitanos; Congenno (datif); Adgennius; Adgenus; Adegennorix; Camulogenus; Matugenus; etc..
Ses habitants sont les Génolhacois.

## Histoire

### Repères chronologiques
Au IIIe siècle, saint Martial répand le christianisme dans la région. Dès le haut Moyen Âge, le chemin de Régordane traverse Génolhac.
Durant XIIIe siècle, en 1228, Bernard d'Anduze octroie une charte à la ville. À la fin du XIIIe siècle, est fondé le couvent des Dominicains, appelé des Frères Prêcheurs dans les actes.
Au XIVe siècle, un couvent de Jacobins est fondé, en 1312, par les barons de Randon. Durant le XVIe siècle, Claude de Chalençon, fils d'un premier lit de Louis de Chalençon, vicomte de Polignac et seigneur de Génolhac, s'empare de la ville à la tête de troupes calvinistes, en 1562 ; brouillé avec son père voulant faire de lui un ecclésiastique, il opte pour la Réforme. Au XVIIe siècle, la peste ravage Génolhac et les villages environnants en 1629.
Au XVIIIe siècle, l'église Saint-Pierre est brûlée en 1702 par des Camisards, commandés par Jouanny qui s'empare de la cité ; il est le seul chef camisard à avoir investi une ville-garnison. En 1721, la peste, apportée, dit-on, par un ballot de coton venant de Marseille, se déclare à nouveau à Génolhac ; elle ne cesse qu'en 1723. Le 9 septembre 1772, la ville subit une inondation qui fait six victimes et de grands dégâts. Le 11 mars 1789, les cahiers de doléances sont approuvés en assemblée générale à la maison de ville. Le 4 octobre 1795, survient une inondation encore plus forte que celle de 1772.
Au XIXe siècle, l'église des Dominicains est convertie en temple protestant en 1810, toujours présent au centre du village. Témoin des siècles de conflits religieux de l'époque moderne, un deuxième temple est présent au hameau de Pont-de-Rastel.

### Moyen Âge
(avril 2015).

#### Les seigneurs de Génolhac
Durant tout le Moyen Âge, la seigneurie de Génolhac est partagée entre les évêques d’Uzès et des seigneurs laïcs.

Armes des Anduze.
Armes des Randon.
Armes des Polignac, reprises par les Chalençon.
Armes des Budos.
Armes des Princes de Conti.

##### Anduze
- 1029 : Bermond, seigneur d'Anduze ;
- 1054 : Bernard, seigneur d'Anduze, son fils ;
- 1078 : Raymond, seigneur d'Anduze, son fils ;
- 1109 : Bernard, seigneur d'Anduze, son fils ;
- 1128 : Bernard, seigneur d'Anduze, son fils ;
- 1162 : Bertrand, seigneur d'Anduze, son fils ;
- 1169 : Bernard, seigneur d'Anduze, son fils ;
- 1200 : Bernard, seigneur d'Anduze, son fils ;
- 1223 : Bernard, seigneur des Portes de Largentière et d'Alès, son fils ;
- v.  1250 à 1289 : Marguerite, dame des Portes, sa fille et héritière, qui épouse Randon, seigneur de Châteauneuf-Randon.

##### Randon
- 1289 : Guillaume, seigneur de Châteauneuf-Randon, leur fils ;
- 1303 à 1334 : Marquise, dame de Randon, fille et héritière du précédent, qui épouse Armand, vicomte de Polignac.

##### Polignac
- 1334 : Armand de Randon, vicomte de Polignac, leur fils ;
- 1351 à… : Marguerite de Polignac, sa fille et héritière ;
- … à 1385 : Randonnet, vicomte de Polignac, seigneur de Randon, son petit cousin ;
- 1385 à 1421 : Randon, vicomte de Polignac, seigneur de Randon, son frère ;
- … à … : Valfurge, vicomtesse de Polignac, dame de Randon et de Randonnet, sa fille et héritière, qui épouse Guillaume, seigneur de Chalençon.

##### Chalençon
- … à … : Pierre de Chalençon, vicomte de Polignac, leur fils ;
- … à … : Louis Armand, vicomte de Polignac, baron de Chalençon, son fils ;
- … à 1473 : Guillaume Armand, vicomte de Polignac, baron de Chalençon, son fils ;
- 1473 : Guillaume Armand, vicomte de Polignac, baron de Chalençon, son fils ;
- 1518 : François Armand, vicomte de Polignac, baron de Chalençon, son fils ;
- 1582 : Louis, vicomte de Polignac, baron de Chalençon, son fils ;
- 1584 à 1606 : Gaspard Armand, vicomte de Polignac, marquis de Chalençon, baron de Randon, son fils.

### Époque moderne
(avril 2015).

#### Les seigneurs de Génolhac
Durant tout l’Époque moderne, la seigneurie de Génolhac est partagée entre les évêques d’Uzès et des seigneurs laïcs.

Armes des Budos.
Armes des Princes de Conti.

##### Budos
- 1606 : Catherine de Clermont, vicomtesse de Portes, veuve de Jacques de Budos, achète la seigneurie de Génolhac ;
- 1613 : Antoine Hercule de Budos, marquis de Portes, leur fils ;
- 1629 à 1693 : Marie Félice de Budos, sa fille et héritière.

##### Conti
- 1693 : François Louis de Bourbon, prince de Conti, hérite de la seigneurie par le testament de Marie-Félice de Budos ;
- 1709 : Louis Armand de Bourbon, prince de Conti, son fils ;
- 1727 : Louis François de Bourbon, prince de Conti, son fils ;
- 1776 à 1779 : Louis François Joseph de Bourbon, prince de Conti, son fils.

##### Roche
- 1779 à la Révolution : Claude François de Roche, chevalier, achète la seigneurie de Génolhac aux Conti 20 000 livres.

### Manifestations culturelles et festivités

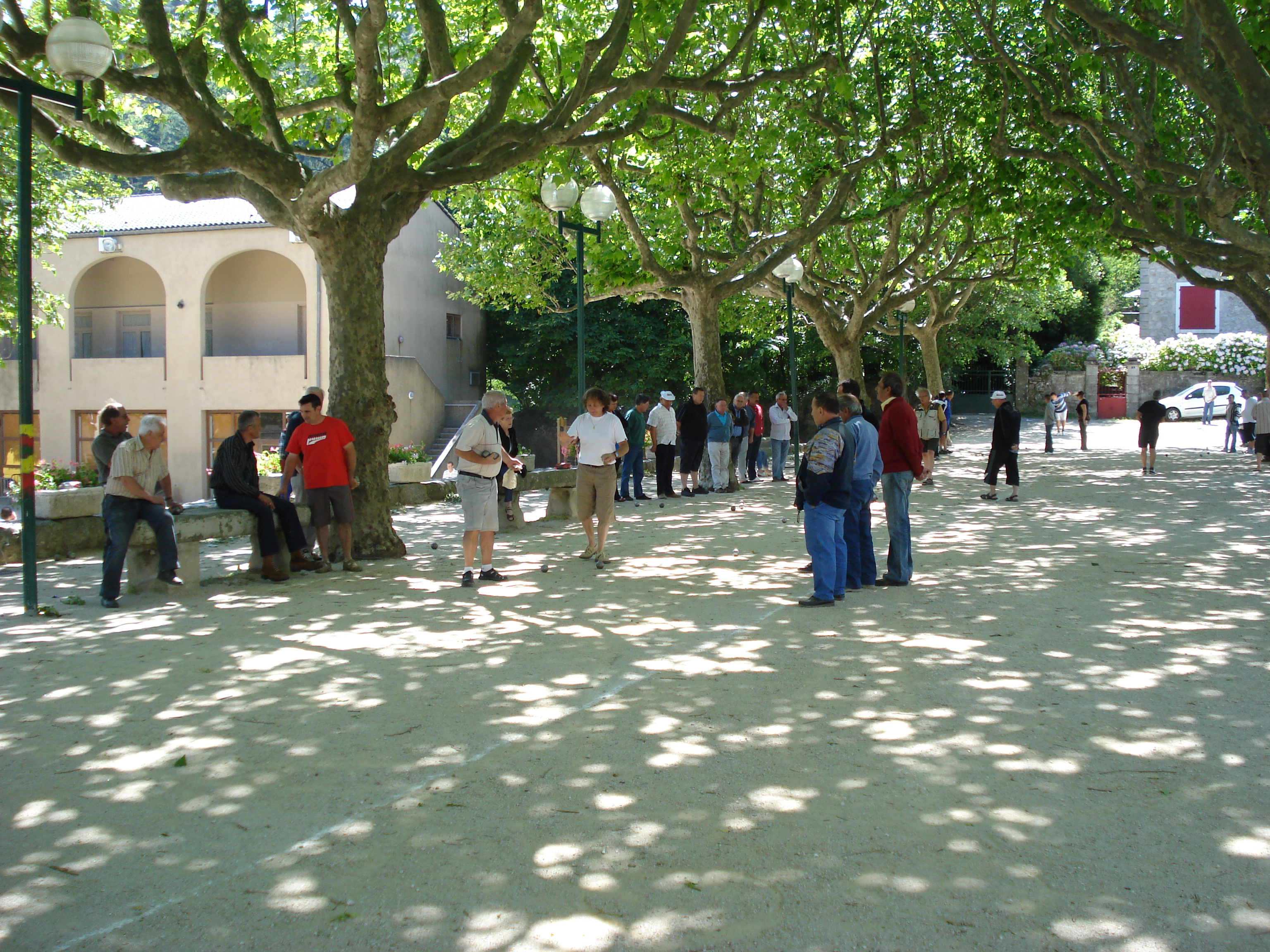
L'esplanade, un jour de concours de boules.

## Politique et administration

### Liste des maires
| Période | Période  | Identité                   | Étiquette    | Qualité                                               |
| ------- | -------- | -------------------------- | ------------ | ----------------------------------------------------- |
| 1945    | 1989     | Pierre Olivier             | SFIO puis PS |                                                       |
| 1989    | 2001     | Jean-Pierre Olivier        | PS           |                                                       |
| 2001    | 2008     | Maurice Mayol              | DVG          |                                                       |
| 2008    | 2014     | Henri Galinier             | DVG          | Trésorier adjoint de l'Association des maires du Gard |
| 2014    | 2020     | Georges Besse-Desmoulières | SE           | Retraité                                              |
| 2020    | En cours | Guy Chéron                 | SE           | Retraité                                              |

## Population et société

### Démographie
L'évolution du nombre d'habitants est connue à travers les recensements de la population effectués dans la commune depuis 1793. Pour les communes de moins de 10 000 habitants, une enquête de recensement portant sur toute la population est réalisée tous les cinq ans, les populations de référence des années intermédiaires étant quant à elles estimées par interpolation ou extrapolation. Pour la commune, le premier recensement exhaustif entrant dans le cadre du nouveau dispositif a été réalisé en 2006.

En 2022, la commune comptait 820 habitants, en évolution de −2,84 % par rapport à 2016 (Gard : +2,97 %, France hors Mayotte : +2,11 %).
| 1793  | 1800  | 1806  | 1821  | 1831  | 1836  | 1841  | 1846  | 1851  |
| ----- | ----- | ----- | ----- | ----- | ----- | ----- | ----- | ----- |
| 1 580 | 1 390 | 1 460 | 1 350 | 1 491 | 1 533 | 1 586 | 1 583 | 1 613 |

| 1856  | 1861  | 1866  | 1872  | 1876  | 1881  | 1886  | 1891  | 1896  |
| ----- | ----- | ----- | ----- | ----- | ----- | ----- | ----- | ----- |
| 1 451 | 1 313 | 1 509 | 1 406 | 1 387 | 1 181 | 1 182 | 1 221 | 1 219 |

| 1901  | 1906  | 1911  | 1921  | 1926 | 1931  | 1936  | 1946 | 1954 |
| ----- | ----- | ----- | ----- | ---- | ----- | ----- | ---- | ---- |
| 1 184 | 1 210 | 1 225 | 1 081 | 968  | 1 009 | 1 008 | 953  | 893  |

| 1962 | 1968 | 1975 | 1982 | 1990 | 1999 | 2006 | 2011 | 2016 |
| ---- | ---- | ---- | ---- | ---- | ---- | ---- | ---- | ---- |
| 951  | 920  | 936  | 825  | 827  | 840  | 886  | 864  | 844  |

| 2021 | 2022 | - | - | - | - | - | - | - |
| ---- | ---- | - | - | - | - | - | - | - |
| 822  | 820  | - | - | - | - | - | - | - |

### Cultes
Culte protestant : la paroisse de l’Église protestante unie de France a comme pasteur Gill Daudé depuis 2024, originaire de la région.

## Économie

### Revenus
En 2018 (données Insee publiées en septembre 2021), la commune compte 403 ménages fiscaux, regroupant 749 personnes. La médiane du revenu disponible par unité de consommation est de 19 100 € (20 020 € dans le département).

### Emploi
|                | 2008   | 2013  | 2018   |
| -------------- | ------ | ----- | ------ |
| Commune        | 5,4 %  | 5,3 % | 10,8 % |
| Département    | 10,6 % | 12 %  | 12 %   |
| France entière | 8,3 %  | 10 %  | 10 %   |

En 2018, la population âgée de 15 à 64 ans s'élève à 448 personnes, parmi lesquelles on compte 74,6 % d'actifs (63,8 % ayant un emploi et 10,8 % de chômeurs) et 25,4 % d'inactifs,. En 2018, le taux de chômage communal (au sens du recensement) des 15-64 ans est inférieur à celui du département, mais supérieur à celui de la France, alors qu'en 2008 il était inférieur à celui de la France.
La commune est hors attraction des villes,. Elle compte 288 emplois en 2018, contre 312 en 2013 et 315 en 2008. Le nombre d'actifs ayant un emploi résidant dans la commune est de 291, soit un indicateur de concentration d'emploi de 99 % et un taux d'activité parmi les 15 ans ou plus de 45,6 %.
Sur ces 291 actifs de 15 ans ou plus ayant un emploi, 146 travaillent dans la commune, soit 50 % des habitants. Pour se rendre au travail, 68,3 % des habitants utilisent un véhicule personnel ou de fonction à quatre roues, 13,3 % les transports en commun, 10,2 % s'y rendent en deux-roues, à vélo ou à pied et 8,3 % n'ont pas besoin de transport (travail au domicile).

### Activités hors agriculture

#### Secteurs d'activités
91 établissements sont implantés à Génolhac au 31 décembre 2019. Le tableau ci-dessous en détaille le nombre par secteur d'activité et compare les ratios avec ceux du département,.
| Secteur d'activité                                                                                        | Commune | Commune | Département |
| Secteur d'activité                                                                                        | Nombre  | %       | %           |
| --- | ------- | ------- | ----------- |
| Ensemble                                                                                                  | 91      |         |             |
| Industrie manufacturière, industries extractives et autres                                                | 10      | 11 %    | (7,9 %)     |
| Construction                                                                                              | 10      | 11 %    | (15,5 %)    |
| Commerce de gros et de détail, transports, hébergement et restauration                                    | 32      | 35,2 %  | (30 %)      |
| Activités financières et d'assurance                                                                      | 1       | 1,1 %   | (3 %)       |
| Activités immobilières                                                                                    | 3       | 3,3 %   | (4,1 %)     |
| Activités spécialisées, scientifiques et techniques et activités de services administratifs et de soutien | 7       | 7,7 %   | (14,9 %)    |
| Administration publique, enseignement, santé humaine et action sociale                                    | 19      | 20,9 %  | (13,5 %)    |
| Autres activités de services                                                                              | 9       | 9,9 %   | (8,8 %)     |

Le secteur du commerce de gros et de détail, des transports, de l'hébergement et de la restauration est prépondérant sur la commune puisqu'il représente 35,2 % du nombre total d'établissements de la commune (32 sur les 91 entreprises implantées à Génolhac), contre 30 % au niveau départemental.

#### Entreprises et commerces
L'entreprise ayant son siège social sur le territoire communal qui génère le plus de chiffre d'affaires en 2020 est :
- Les Oursons, hébergement touristique et autre hébergement de courte durée (184 k€)

### Agriculture
|               | 1988 | 2000 | 2010 | 2020 |
| ------------- | ---- | ---- | ---- | ---- |
| Exploitations | 19   | 14   | 11   | 5    |
| SAU (ha)      | 250  | 439  | 87   | 395  |

La commune est dans les Cévennes, une petite région agricole occupant l'ouest du département du Gard. En 2020, l'orientation technico-économique de l'agriculture  sur la commune est la polyculture et/ou le polyélevage. Cinq exploitations agricoles ayant leur siège dans la commune sont dénombrées lors du recensement agricole de 2020 (19 en 1988). La superficie agricole utilisée est de 395 ha,,.

## Culture locale et patrimoine

### Édifices civils
- Tour carrée de l'ancien château (XIIe siècle)
- Maisons en granit des XVe et XVIe siècles

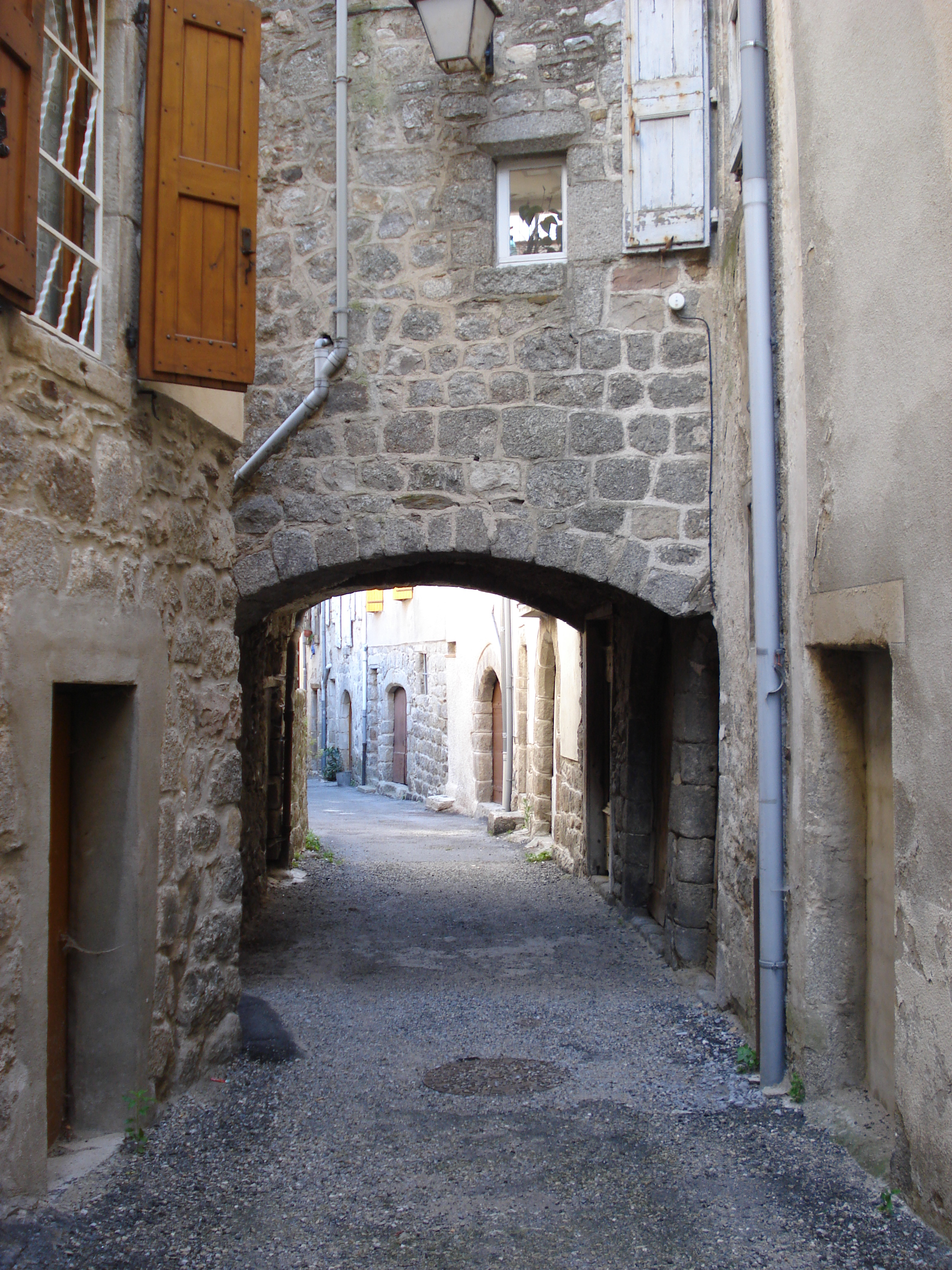
Rue de la Soubeyrane.

- Château des Oliviers du XIXe siècle

### Édifices religieux

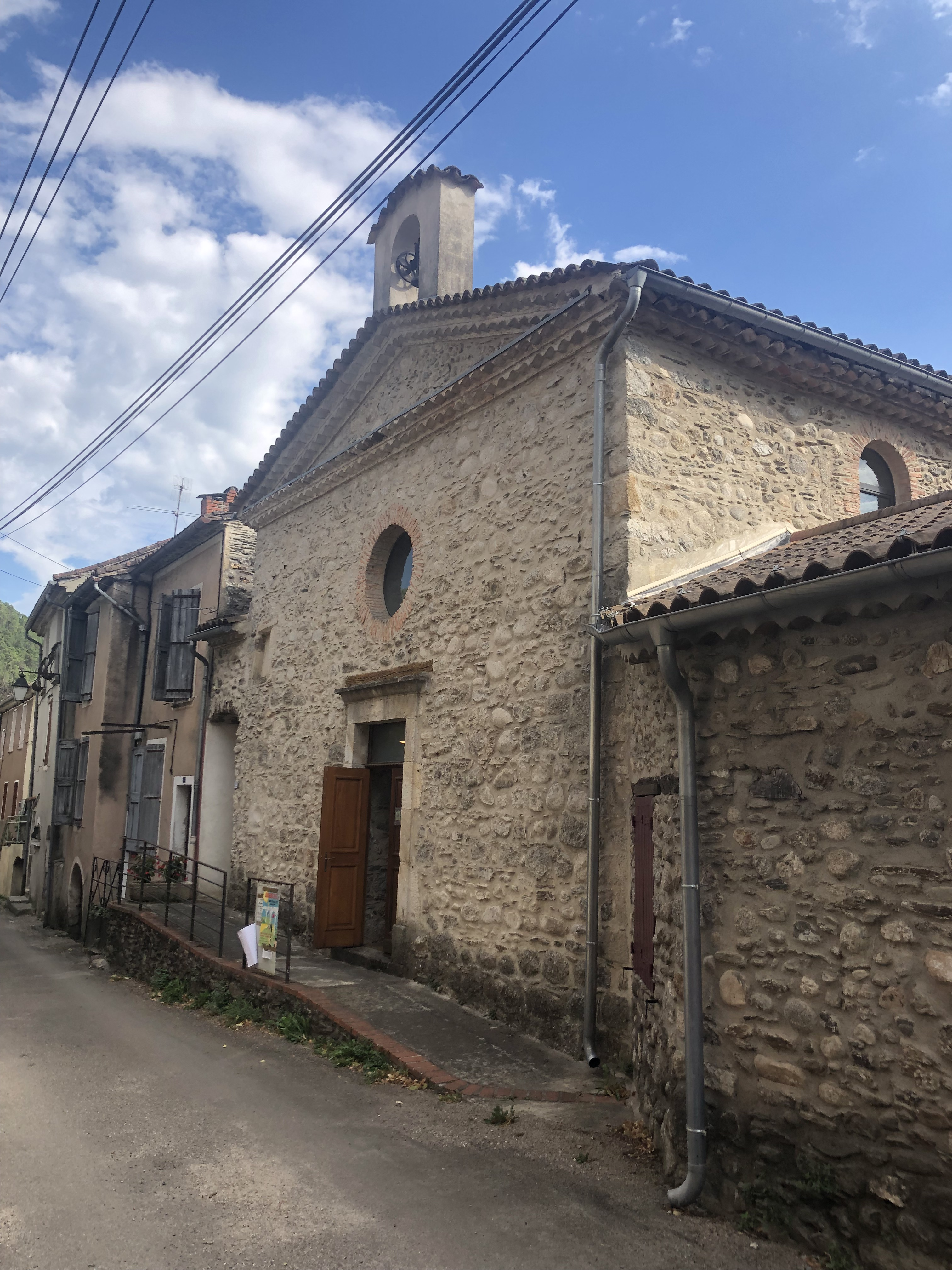
Façade du temple de Pont-de-Rastel

- Église Saint-Pierre, avec clocher à peigne du XIIe siècle.
- Temple protestant de Génolhac du XIXe siècle.
- Temple protestant du Pont de Rastel.

### Patrimoine environnemental

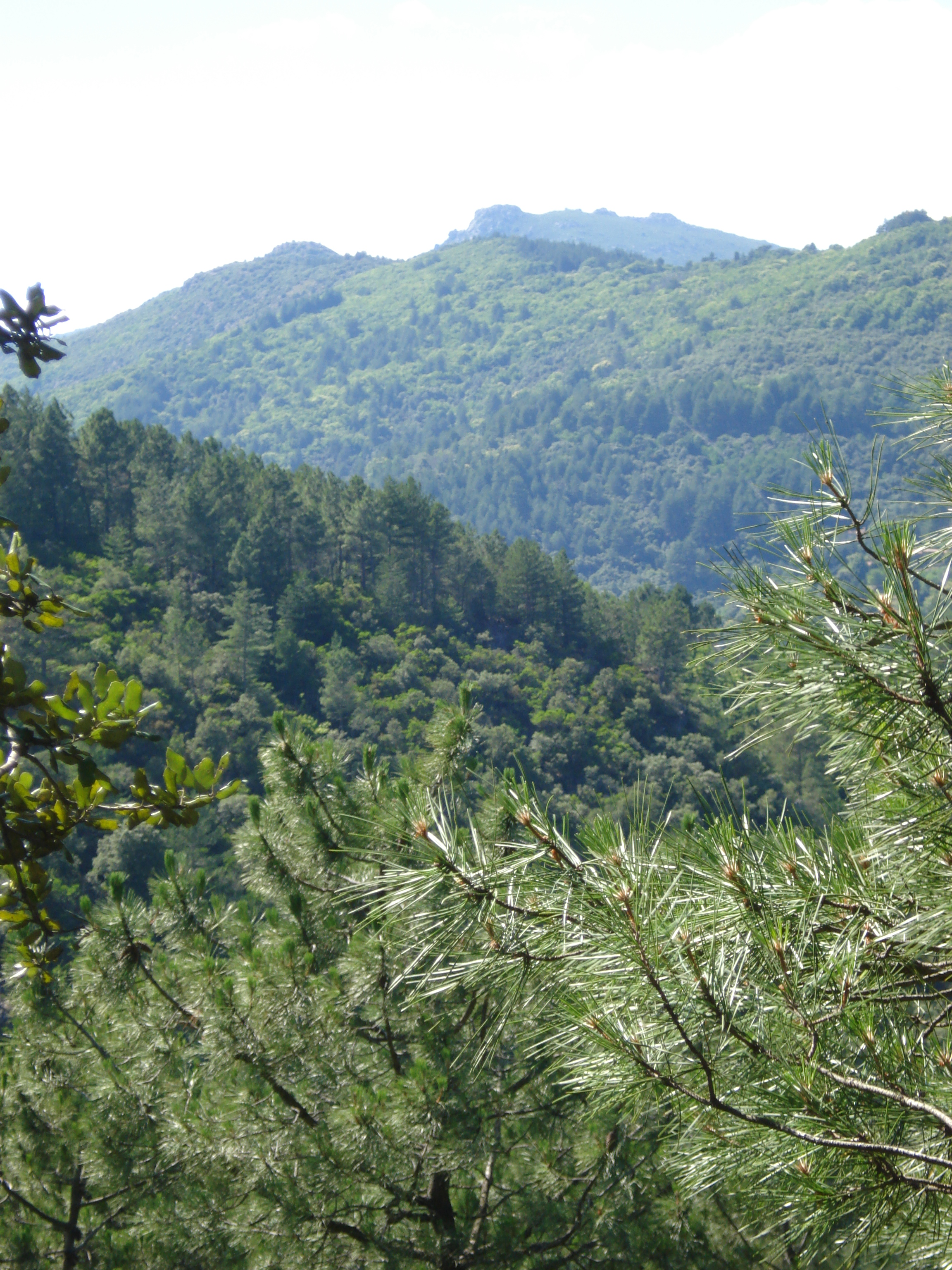
Paysage cévenol.

#### Espaces protégés et gérés
- Parc national des Cévennes, aire d'adhésion[46].
- Réserve de biosphère des Cévennes, zone de transition[47].

#### ZNIEFF

##### Forêt Domaniale de l'Homol
Cette ZNIEFF est majoritairement située dans la zone cœur du Parc National des Cévennes.
Superficie (ha) : 133.

##### Forêt domaniale de Malmontet
Superficie (ha) : 1510.

##### Massif du Mont Lozère
Superficie (ha) : 40063.

##### Vallées amont de la Cèze et de la Ganière
La ZNIEFF continentale de type 1 des Vallées amont de la Cèze et de la Ganière comprend 10 752,18 hectares sur 11 communes. Son habitat déterminant est fait de terrains en friche et terrains vagues. Cette ZNIEFF vise six espèces végétales protégées sur l'ensemble du territoire français métropolitain :
- l'orchis à odeur de punaise (Anacamptis coriophora, une orchidée terrestre), le ciste de Pouzolz (Cistus pouzolzii), le botrychium à feuilles de matricaire (Botrychium matricariifolium, une petite fougère vivace), la gratiole officinale (Gratiola officinalis, une scrophulaire), l'ophioglosse des Açores (Ophioglossum azoricum, une fougère) et la spiranthe d'été (Spiranthes aestivalis, une orchidée) - cette dernière  étant également protégée au titre de la directive Habitat. L'œillet du granite (Dianthus graniticus), autre espèce visée, est sur la « liste des espèces végétales sauvages pouvant faire l'objet d'une réglementation préfectorale permanente ou temporaire ».
- Deux espèces animales sont de même visées par cette ZNIEFF : l'écrevisse à pattes blanches (Austropotamobius pallipes), résidente, y est protégée au titre de la directive Habitat et de la "Protection des écrevisses autochtones sur le territoire français métropolitain" ; le faucon pèlerin (Falco peregrinus) est protégé au titre de la directive Oiseaux et, en sus, est sur la liste des oiseaux protégés sur l'ensemble du territoire français[51].

#### Hautes vallées de la Cèze et du Luech
Génolhac est depuis 2013 entièrement incluse dans les 13 080 ha de la Zone spéciale de conservation Natura 2000 dite Hautes vallées de la Cèze et du Luech au titre de la Directive Habitats, au sein de la Réserve de biosphère des Cévennes. De la grande variété de types de couverts protégés par la Zone spéciale de conservation (ZSP) des Hautes vallées de la Cèze et du Luech, reste alors essentiellement les prairies semi-naturelles humides ou mésophiles améliorées, souvent des prairies de fauche, dont la qualité et/ou la superficie diminuent avec la fermeture croissante du milieu, les activités humaines prenant le pas.
Pourtant ce site est pour la loutre (Lutra lutra) d'une importance capitale pour la colonisation des rivières méditerranéennes ; on y trouve, ainsi que pour le castor commun (Castor fiber), des populations non isolées mais en marge de leur aire de répartition. Trois autres espèces sédentaires résidentes sont de même inscrites à l’annexe II de la directive Habitats : le blageon (Telestes souffia), l'écrevisse à pattes blanches (Austropotamobius pallipes) et le barbeau méridional (Barbus meridionalis), ce dernier étant une rare espèce vestige de la faune précédant les périodes glaciaires.

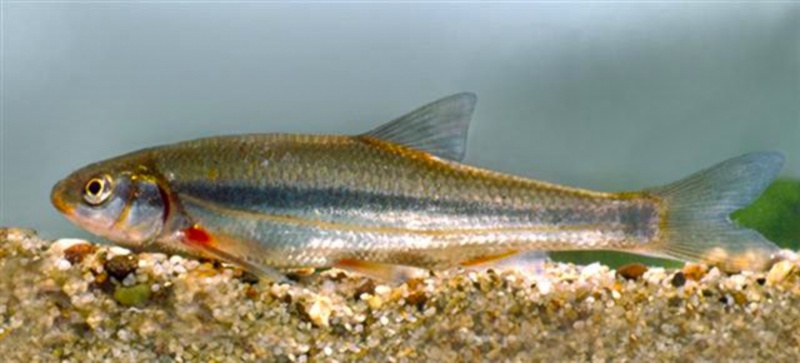
Blageon (Telestes souffia)
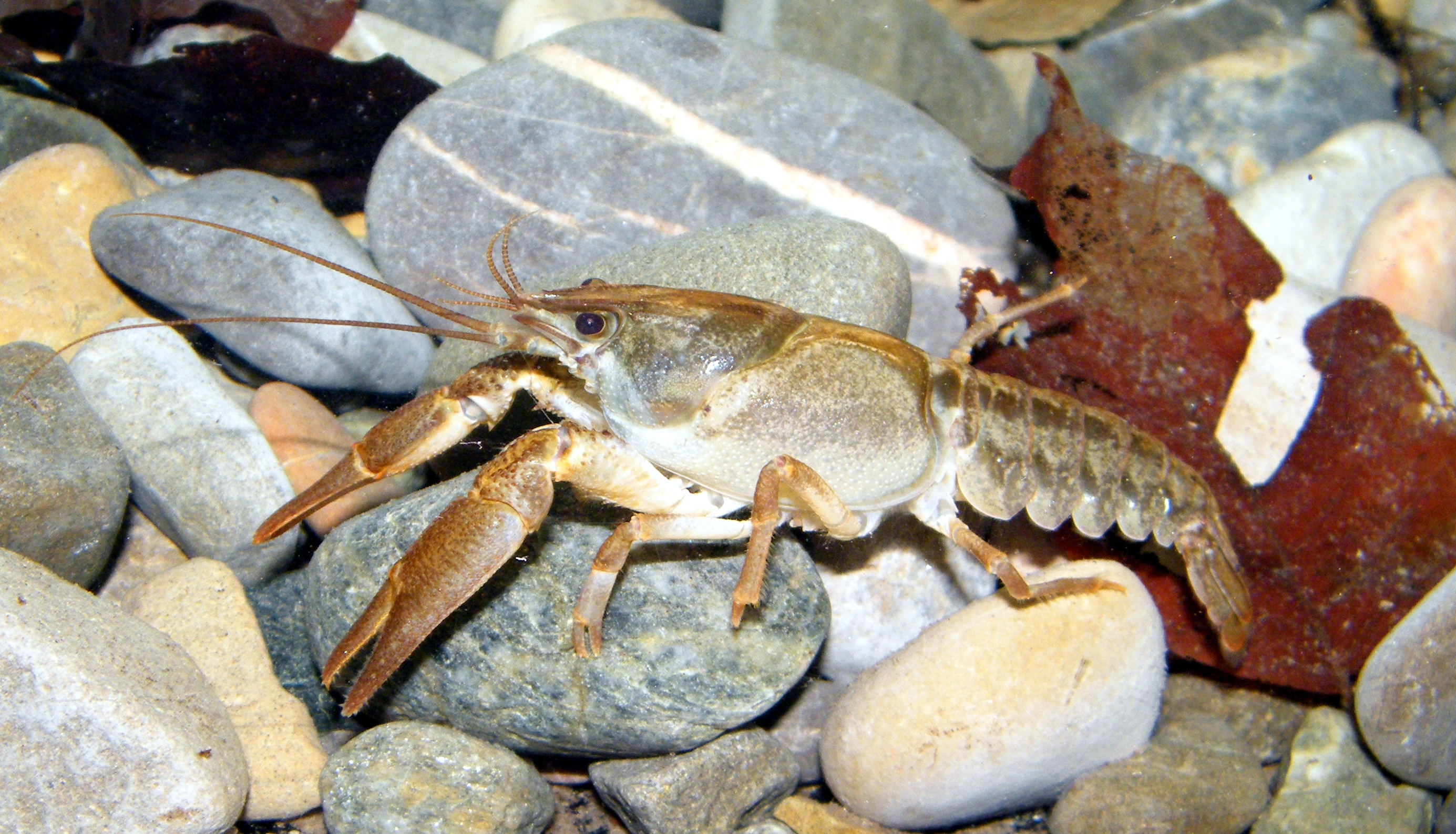
Écrevisse à pattes blanches (Austropotamobius pallipes)
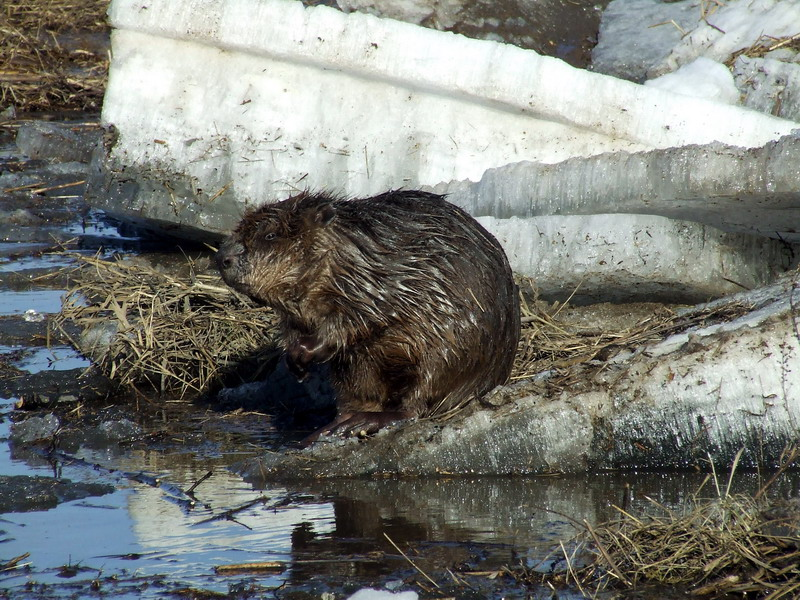
Castor commun (Castor fiber)
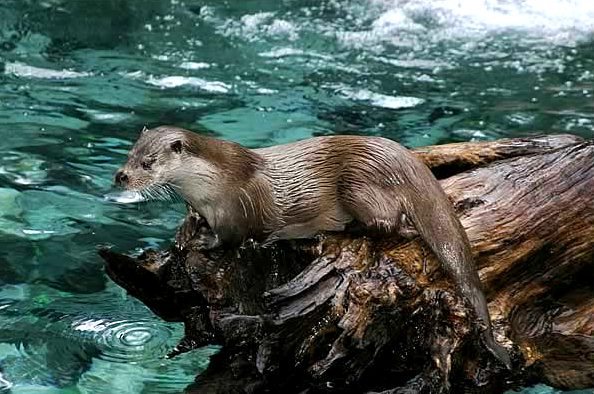
Loutre d'Europe (Lutra lutra)

### Personnalités liées à la commune
- Jean-Paul Fournier, homme politique et maire de Nîmes.
- Jean-Pierre Chabrol, écrivain, est né à Chamborigaud mais possédait la maison familiale, ferme de ses ancêtres, au hameau de Pont-de-Rastel, sur la commune de Génolhac[54].
- Jean-Pierre Milovanoff, écrivain.

## Héraldique
| Blason de Génolhac | Blason  | De sable, à un pal losangé d'argent et de gueules. |
| Blason de Génolhac | Détails | Le statut officiel du blason reste à déterminer.   |